# Mollie Sugden
Isabel Mary Sugden (znana jako Mollie Sugden, ur. 21 lipca 1922 w Keighley, zm. 1 lipca 2009 w Guildford) – brytyjska aktorka, znana głównie ze swojej pracy dla telewizji, w szczególności w serialach komediowych. Współcześnie jest pamiętana przede wszystkim jako pani Slocombe, jedna z głównych bohaterek sitcomu Are You Being Served?.

## Życiorys
Według jej własnych wspomnień, aktorką komediową postanowiła zostać już jako małe dziecko, po tym jak w wieku 5 lat doprowadziła większe towarzystwo do ataku śmiechu po przeczytaniu wiersza. Wkrótce po ukończeniu przez nią szkoły średniej wybuchła II wojna światowa, więc początkowo, zamiast kontynuować edukację, trafiła do fabryki amunicji. Pod koniec wojny udało się jednak rozpocząć naukę w szkole teatralnej w Londynie.
Po jej ukończeniu, Sugden przez osiem lat pracowała w teatrze. Równocześnie coraz bardziej regularnie pojawiała się w słuchowiskach radiowych, stawiała też pierwsze kroki w telewizji, gdzie występowała m.in. u boku Benny’ego Hilla. W 1962 otrzymała swoją pierwszą stałą rolę w serialu telewizyjnym, wcielając się w postać Pani Crispin w popularnym sitcomie Hugh and I, gdzie grała przez cztery lata. W 1965 otrzymała swoją najbardziej znaną rolę dramatyczną, w operze mydlanej Coronation Street. Łącznie była związana z tą produkcją przez 11 lat, choć jej postać pojawiała się tam bardzo nieregularnie. Zagościła też na osiem lat w serialu The Liver Birds (1971-79).
Największą popularność przyniosła jej jednak praca w serialu Are You Beings Served? (1972-85), gdzie grała Panią Betty Slocombe, niemłodą już kierowniczkę działu odzieży damskiej w ekskluzywnym domu towarowym. Jedną z cech charakterystycznych tej bohaterki były bardzo krzykliwe i ciągle zmieniające się kolory włosów. Początkowo Sudgen przed każdym odcinkiem pozwalała na farbowanie swoich własnych włosów, ale w późniejszych seriach wolała już posiłkować się perukami. W 1977 twórcy serialu – David Croft i Jeremy Lloyd – obsadzili ją w roli tytułowej w swoim nowym projekcie, sitcomie science-fiction Podróż pani Noah, który okazał się jednak rynkową i artystyczną klęską i zakończył żywot po jednej serii.
W latach 1981–86 była główną gwiazdą sitcomu That’s My Boy. W latach 90. Sugden wystąpiła w kontynuacjach po latach dwóch seriali ze swoim udziałem. Najpierw w latach 1992-93 powróciła do postaci Pani Slocombe w Grace and Favour, a w 1996 znów wyszła na plan serialu The Liver Birds. W późniejszych latach pogarszający się stan zdrowia i coraz bardziej zaawansowany wiek ograniczyły jej aktywność zawodową. Po raz ostatni pokazała się publicznie w lutym 2009 roku, na pogrzebie Wendy Richard, z którą zaprzyjaźniła się w czasie pracy nad Are You Being Served?, gdzie ich postacie były najbliższymi współpracownicami. Zmarła z nie ujawnionych dokładniej przyczyn naturalnych 1 lipca 2009 roku, w wieku 86 lat.

## Życie prywatne
W 1958 Sugden poślubiła aktora Williama Moore’a, którego poznała na deskach teatru w Swansea. Mieli dwóch synów - bliźniaków urodzonych w 1964 roku. W latach 1987–88 Sugden i Moore występowali wspólnie, grając małżeństwo, w serialu My Husband and I. W roku 2000 Sugden została wdową.

## Wpływy
Matt Lucas, współtwórca Małej Brytanii, wielokrotnie deklarował, iż Are You Being Served? było ulubionym serialem jego dzieciństwa, zaś wśród obsady szczególnie podziwiał właśnie Mollie Sugden. Oddał jej swego rodzaju hołd w pierwszej serii Małej Brytanii, gdzie znalazł się cykl skeczy o kobiecie, która ciągle twierdzi, iż była druhną na ślubie Sugden i nie jest w stanie rozmawiać o niczym innym. Cykl kończy się skeczem, w którym pojawia się sama Sugden i zaprzecza tym rewelacjom, po czym zostaje zabita przez swoją mitomańską fankę.